# Otto Grotewohl

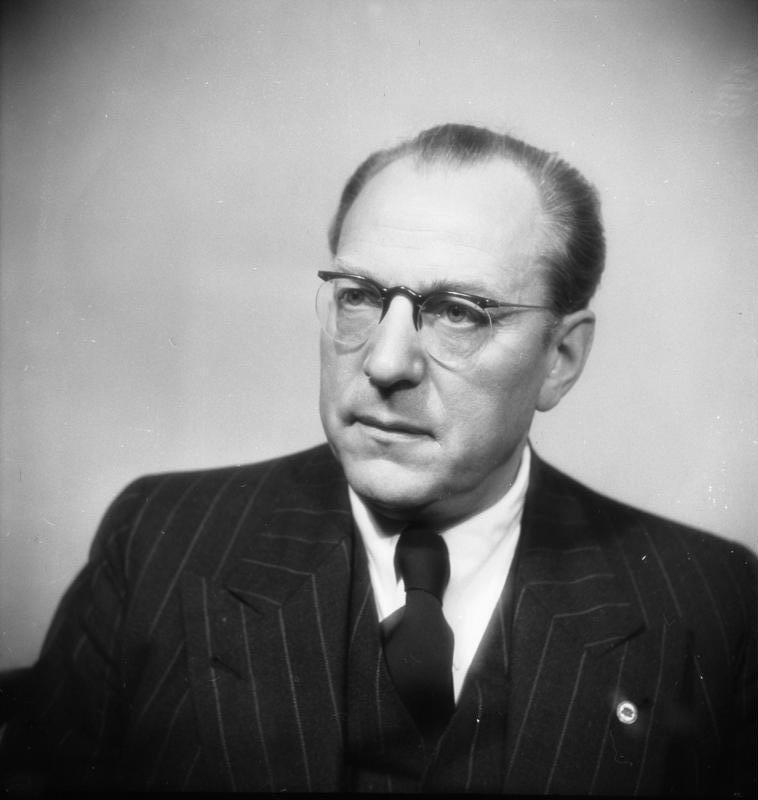
Otto Grotewohl (1950)

Otto Emil Franz Grotewohl (* 11. März 1894 in Braunschweig; † 21. September 1964 in Berlin) war ein deutscher Politiker (SPD, ab 1946 SED). Er war Mitglied des Politbüros der SED sowie von 1949 bis 1964 Ministerpräsident der Deutschen Demokratischen Republik.

## Leben

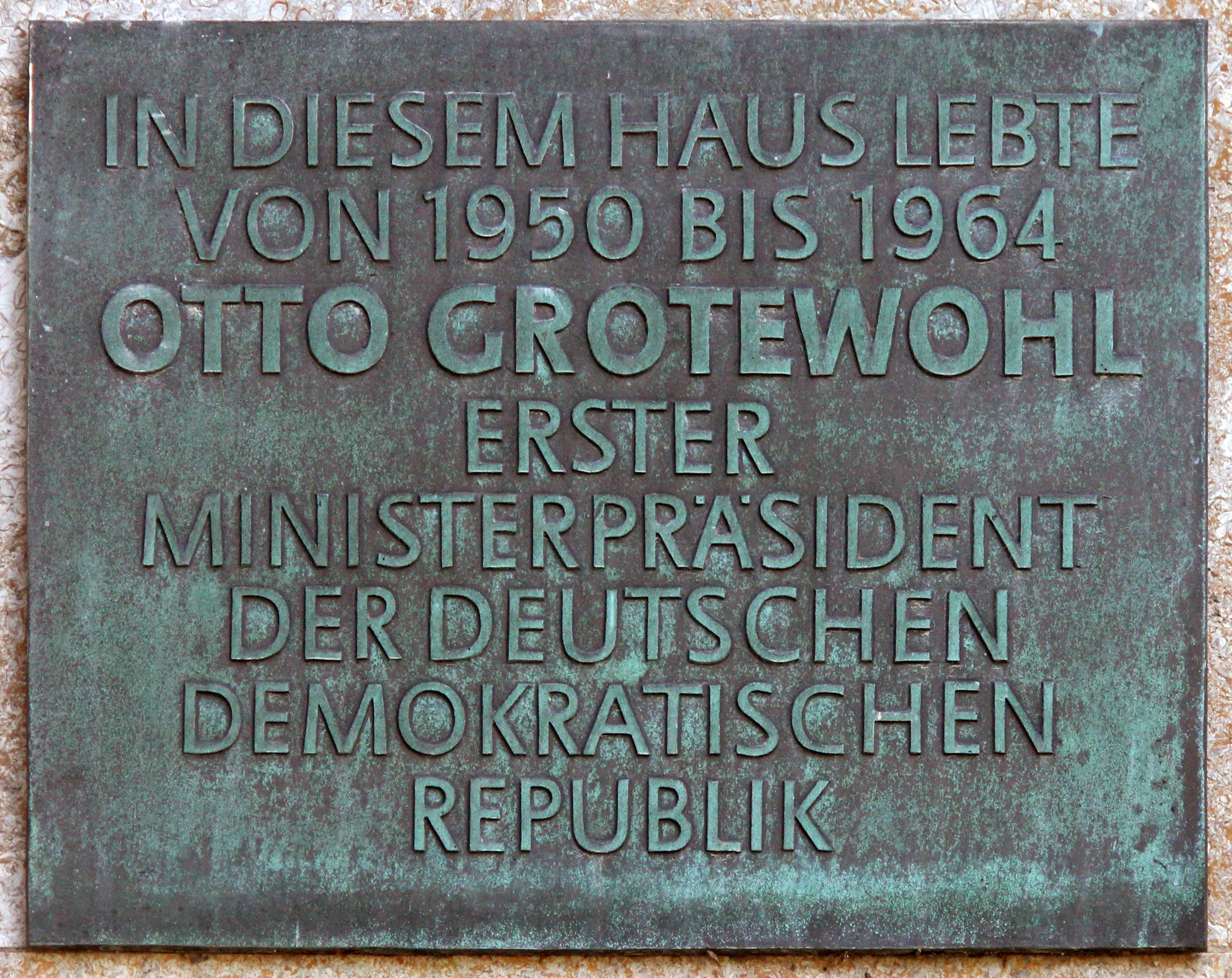
Gedenktafel am Haus Majakowskiring 46 in Berlin-Niederschönhausen

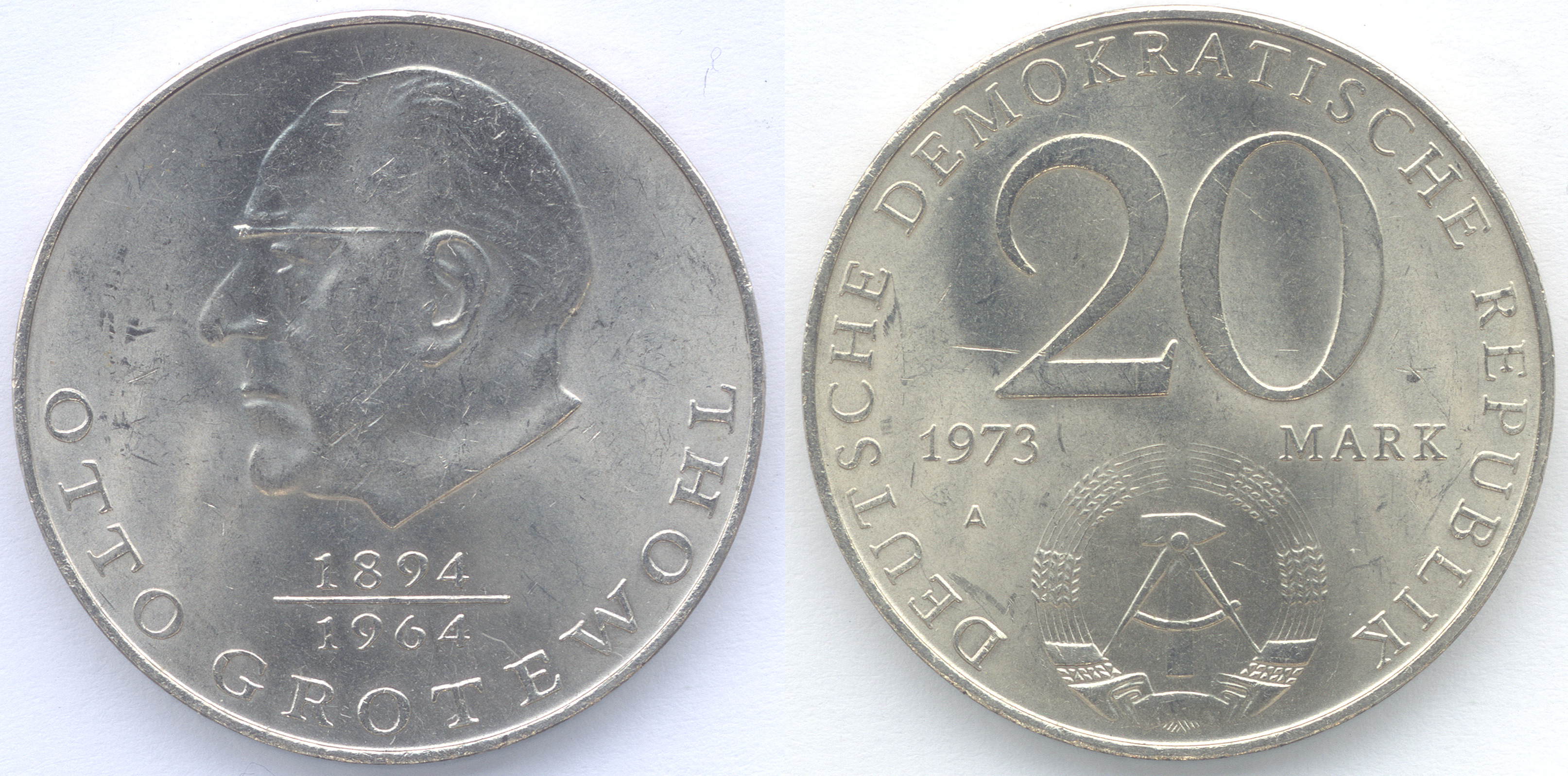
Grotewohl auf einer 20-Mark-Gedenkmünze der DDR aus dem Jahr 1973

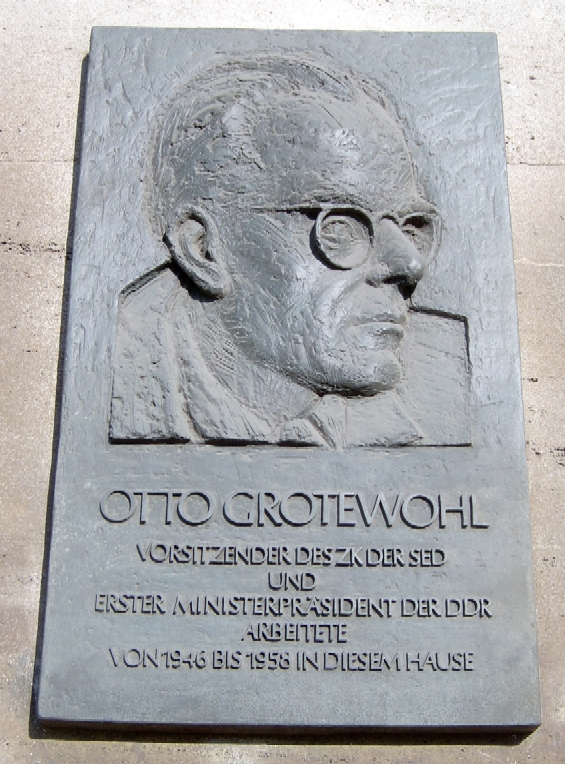
Gedenktafel am ehemaligen Kaufhaus Jonaß in Berlin

### Bis 1933
Von 1908 bis 1912 erlernte er das Buchdrucker-Handwerk. Nach Abschluss der Lehre trat Grotewohl dem Verband der Deutschen Buchdrucker und der SPD bei.
Grotewohl diente im Ersten Weltkrieg im Infanterie-Regiment 137 und wurde mehrfach verwundet.
Von 1918 bis 1922 gehörte Grotewohl der USPD an, für die er 1920 in den 2. Landtag des Freistaates Braunschweig gewählt wurde, dem er später für die SPD bis 1926 angehörte. Im kurzlebigen Kabinett Antrick (28. März bis 22. Mai 1922, SPD/USPD-Koalition) war er Minister der Ressorts Justiz und Volksbildung; im Kabinett Jasper II (23. Mai 1922 bis 24. Dezember 1924) war er ab Februar 1923 Minister für Justiz.
Zum 1. Oktober 1928 wurde er Präsident der Landesversicherungsanstalt. Das Wirken Grotewohls (als „Karl Könnemann“) schilderte 1930 Felix Riemkasten, der als Insider der braunschweigischen politischen Szene galt, in seinem satirischen Erfolgs-Roman „Der Bonze“.
Am 31. Oktober 1925 war Grotewohl als Nachrücker für die verstorbene Elise Bartels in den Reichstag gelangt. Nach der Reichstagswahl 1928 zog er erneut in den Reichstag ein; ebenso nach den folgenden Reichstagswahlen vom September 1930, Juli 1932, November 1932 und März 1933 (Wahlkreis 16: Südhannover–Braunschweig (Land)). Mit der gesamten SPD-Fraktion stimmte Grotewohl im Reichstag gegen Hitlers Ermächtigungsgesetz vom 24. März 1933.

### Zeit des Nationalsozialismus
Im Zuge der Machtergreifung Hitlers seines Amtes enthoben, musste Grotewohl 1933 Braunschweig verlassen. Er zog zunächst nach Hamburg. Ab 1938 lebte er in Berlin als Lebensmittelhändler und Industrievertreter. Er arbeitete in einer Widerstandsgruppe um Erich Gniffke (ebenfalls SPD), den er aus Braunschweig kannte. Die Heibacko-Gruppe diente ihren Mitgliedern zur Pflege persönlicher Kontakte und zum wirtschaftlichen Überleben. Aktive Widerstandshandlungen sind nicht bekannt. Im August 1938 wurde er verhaftet und wegen Hochverrats vor dem Volksgerichtshof angeklagt. Das Verfahren wurde nach sieben Monaten eingestellt und Grotewohl am 4. März 1939 aus der Untersuchungshaft entlassen.
Nach dem Elser-Attentat auf Hitler am 8. November im Bürgerbräukeller wurde er wiederum verhaftet und saß etwa acht Wochen in Untersuchungshaft. Nach seiner Entlassung arbeitete Grotewohl wieder in Berlin als kaufmännischer Angestellter, daneben widmete er sich in seiner Freizeit vermehrt der Malerei (1944/45 entstand u. a. ein Zyklus von acht Ölgemälden Menschen der Stille).
Als er nach dem 20. Juli 1944 angesichts der Aktion Gewitter abermals befürchtete, verhaftet zu werden, tauchte er für einige Wochen mit Hilfe von Freunden unter. Grotewohl, der die Schlacht um Berlin erlebte, blieb als Beschäftigter einer „Bedarfsstelle“ vom Kriegseinsatz verschont.

### Nachkriegszeit
Am 17. Juni 1945 unterschrieben Otto Grotewohl, Erich Gniffke, Max Fechner, Gustav Dahrendorf und Hermann Harnisch den Gründungsaufruf für die SPD in Berlin. Grotewohl wurde Vorsitzender des Zentralausschusses der SPD in der Sowjetischen Besatzungszone (SBZ) und, obwohl anfangs gegenteiliger Meinung, führender Befürworter einer Vereinigung von KPD und SPD. Sie war vor allem von dem aus sowjetischem Exil heimgekehrten KPD-Funktionär Walter Ulbricht forciert worden, der zunächst der spontanen Bildung einer Einheitspartei zugunsten der Wiederherstellung der KPD entgegengetreten war.
Laut Aussagen von Zeitzeugen wie Egon Bahr und Jakob Kaiser änderte Grotewohl seine Meinung unmittelbar nach einer Einbestellung zur SMAD in die KGB-Zentrale Karlshorst.
Schließlich veranstaltete nach heftigen innerparteilichen Auseinandersetzungen die Berliner SPD am 31. März 1946 eine Urabstimmung zur Frage der Vereinigung. In den Westsektoren stimmten über 80 Prozent auf die Frage: „Bist Du für den sofortigen Zusammenschluss beider Arbeiterparteien?“ mit „Nein“. Im sowjetischen Sektor verhinderte die SMAD die Abstimmung und ließ im Admiralspalast am 22. April 1946 die Zwangsvereinigung von SPD und KPD zur SED stattfinden. Vorsitzende wurden Grotewohl und der vorherige KPD-Vorsitzende Wilhelm Pieck. In den kommenden Jahren erlangten Ulbricht und Pieck, obwohl dieser mit ihm formal gleichberechtigt war, dank des Einflusses der SMAD weit mehr Macht in der Politik der SBZ.
Im Jahr 1948 wurde Grotewohl Vorsitzender des Verfassungsausschusses des Deutschen Volksrats, des Vorläufers der DDR-Volkskammer.

### Ministerpräsident der DDR

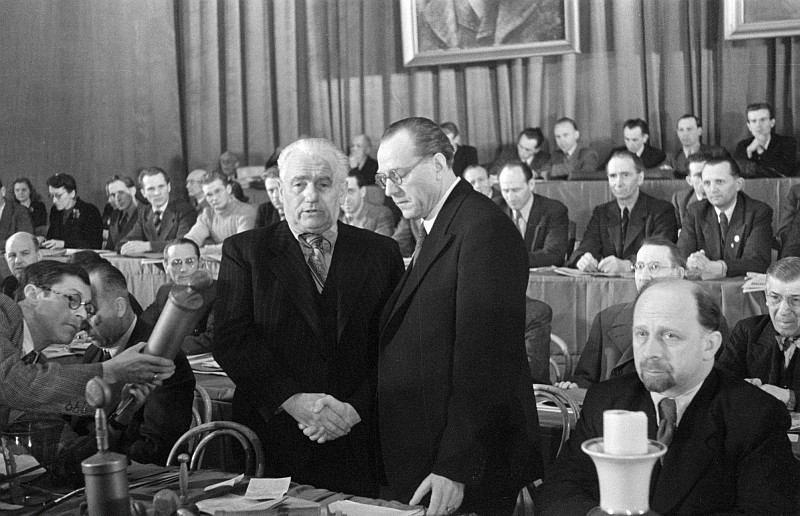
Symbolischer Händedruck, der die Vereinigung von KPD und SPD zur SED besiegelte.

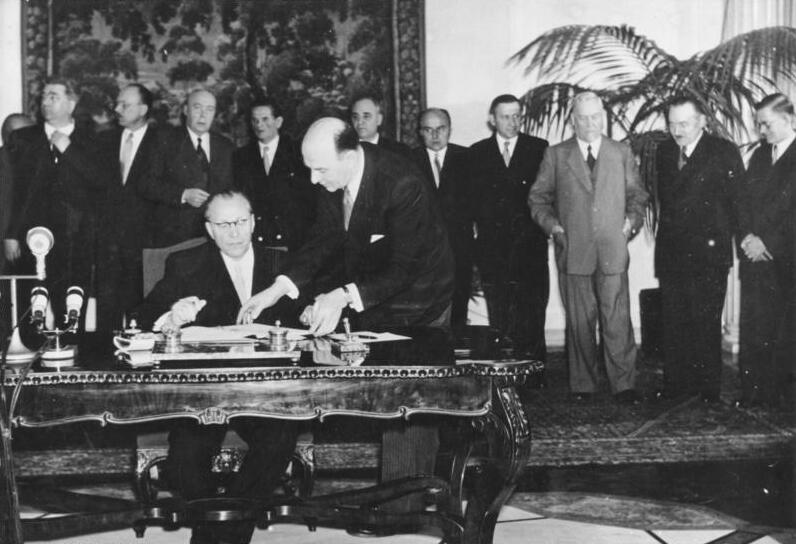
Otto Grotewohl bei der Unterzeichnung des Warschauer Vertrages (1955)

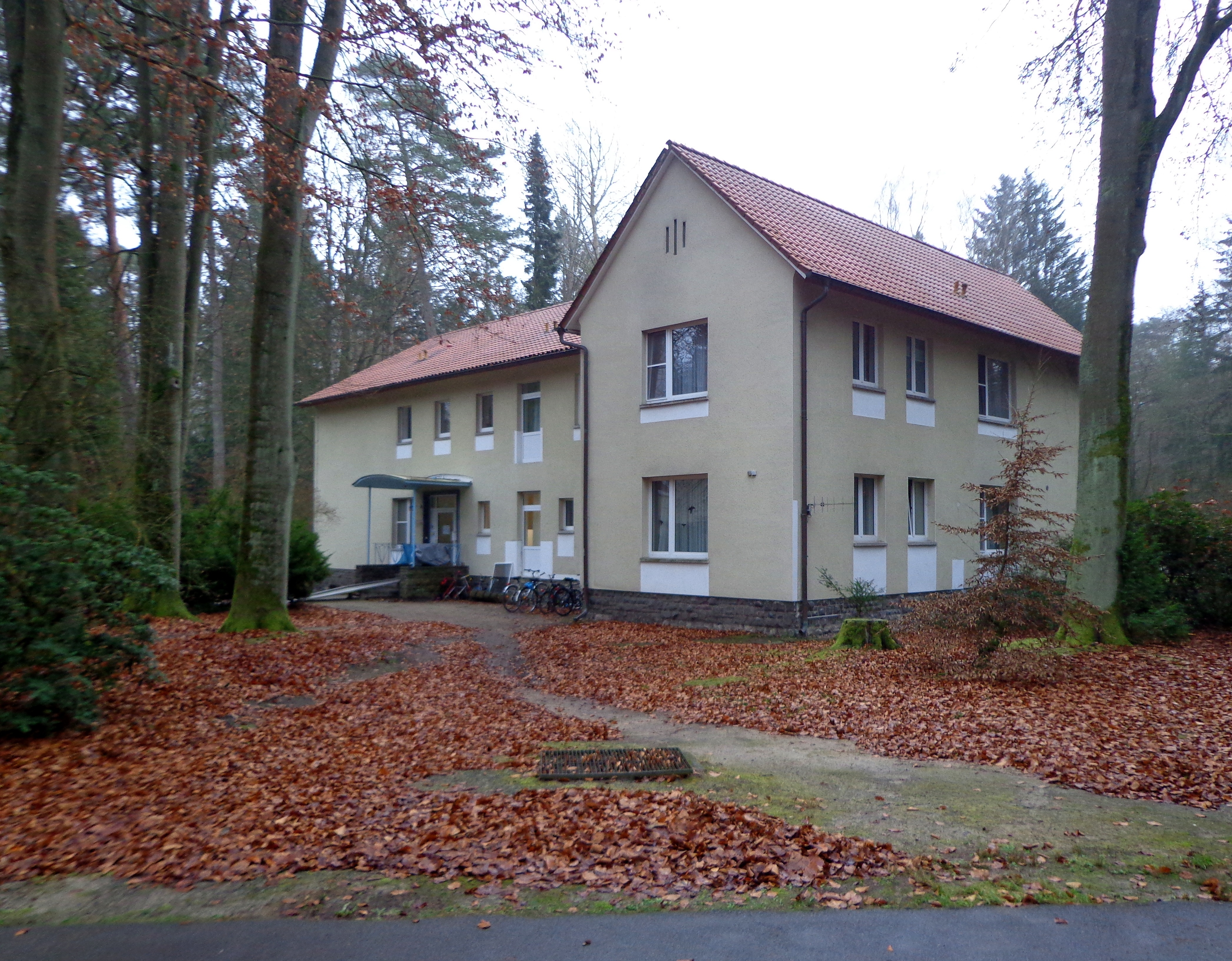
Waldsiedlung Wandlitz, das einst von Grotewohl, später von Willi Stoph bewohnte "Haus 1"

Nach Gründung der DDR am 7. Oktober 1949 wurde Grotewohl ihr Ministerpräsident. In allen seinen Entscheidungen war er bis 1955 abhängig von der Sowjetischen Kontrollkommission in Deutschland und ihren Nachfolgeeinrichtungen.
Im Juli 1950 war Grotewohl Mitglied der Delegation, die das Görlitzer Abkommen über die Anerkennung der Oder-Neiße-Grenze als „Staatsgrenze zwischen Deutschland und Polen“ unterzeichnete. Im Jahr 1957 befürwortete er den Rapacki-Plan für eine atomwaffenfreie Zone in Mitteleuropa. Wegen schwerer Erkrankung zog er sich 1960 aus dem politischen Leben zurück und lebte fortan zurückgezogen in der Waldsiedlung Wandlitz, seine Funktion wurde faktisch durch seinen Ersten Stellvertreter, Willi Stoph, der ihm auch als Vorsitzender des Ministerrates nachfolgte, ausgeübt. Grotewohl starb 1964 in Berlin-Niederschönhausen an den Folgen eines Schlaganfalls.

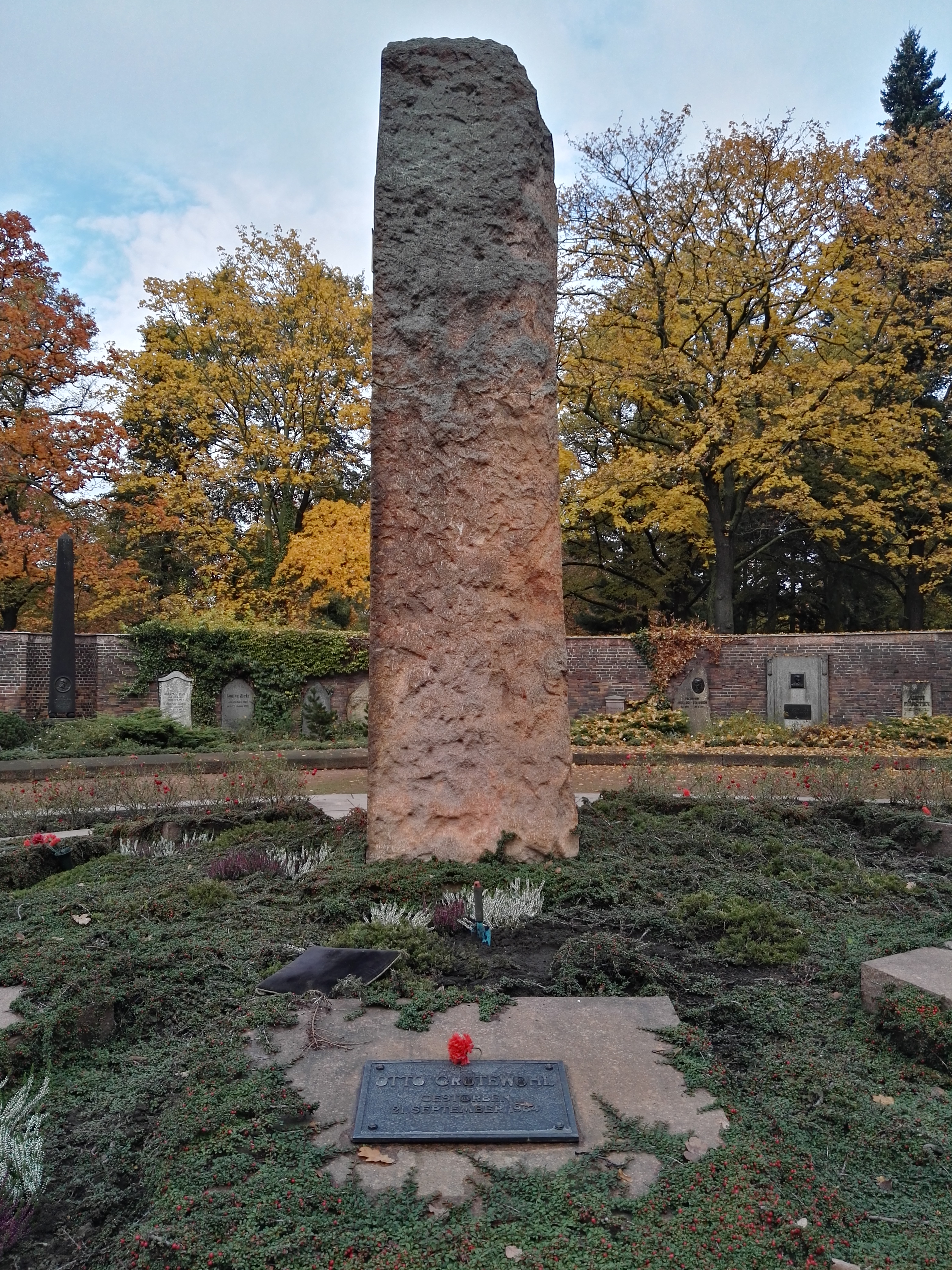
Grabstätte von Otto Grotewohl

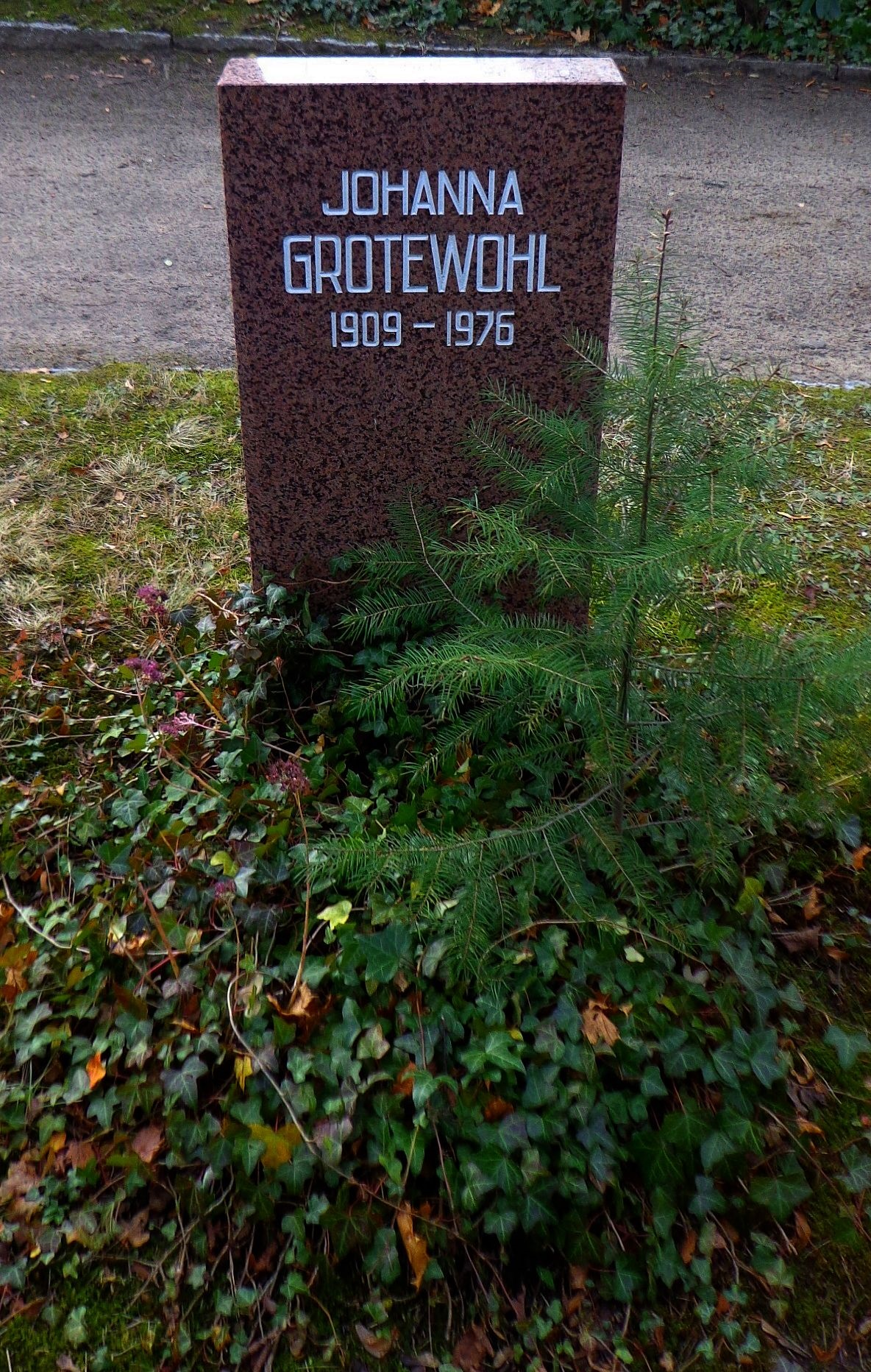
Grabstätte von Johanna Grotewohl

### Privates
Grotewohl war von 1919 bis 1949 mit Marie Martha Luise Ohst (1894 – nach 1976) verheiratet und hatte mit ihr zwei Kinder, darunter Sohn Hans (1924–1999). Nach der Scheidung 1949 heiratete er im selben Jahr seine Sekretärin Johanna Schumann, geborene Danielzig. Er war ein begeisterter Zeichner, Maler (u. a. Ölbild von August Bebel und Aquarell-Zyklus „Menschen der Stille“) und Amateurfilmer.
Otto Grotewohls Urne wurde im Mittelrondell der Gedenkstätte der Sozialisten auf dem Berliner Zentralfriedhof Friedrichsfelde bestattet, die Urne seiner Witwe Johanna Grotewohl (1909–1976) in der benachbarten Gräberanlage Pergolenweg.

## Ehrungen
Otto Grotewohl war Träger des Leninordens (1964, anlässlich seines 70. Geburtstages durch Walter Ulbricht überreicht), des Karl-Marx-Ordens, des Vaterländischen Verdienstordens der DDR in Gold und Ehrenbürger der Stadt Dresden.
Die Deutsche Post der DDR gab 1974 zu seinen Ehren eine Sondermarke in der Serie Persönlichkeiten der deutschen Arbeiterbewegung heraus.
In der DDR trugen zahlreiche Straßen und Plätze – darunter der Ostberliner Abschnitt der Wilhelmstraße in Berlin-Mitte – seinen Namen, ebenso wurden öffentliche Einrichtungen wie Schulen, Kasernen oder das Otto-Grotewohl-Stadion in Aue nach ihm benannt. Dem Kombinat „Otto Grotewohl“ Böhlen wurde bei seiner Überführung in volkseigenen Besitz im November 1952 sein Name verliehen.
Grotewohl besuchte mehrfach dieses Werk und ließ sich vielfach über die Probleme und die politische Gesinnung der Führungskräfte berichten, aber auch das Werk nutzte den Kontakt zu ihm, um Interessen durchzusetzen.
Brigaden in volkseigenen Betrieben bewarben sich darum, Grotewohls Namen zu tragen. In der Sprache der Strafgefangenen hießen die Gefangenensammeltransportwagen der Deutschen Reichsbahn „Grotewohl-Express“. Nach der Deutschen Wiedervereinigung wurden die meisten dieser Namensgebungen getilgt, bis heute geblieben sind nach Otto Grotewohl benannte Straßen in Lübbenau/Spreewald, Mittenwalde, Neuruppin sowie Strausberg.

## Darstellung Grotewohls in der bildenden Kunst der DDR (unvollständig)
- Bert Heller: Bildnis Otto Grotewohl (1964, Öl, 100 × 70 cm)[16]
- Otto Oettel: Otto Grotewohl (1952, Porträtbüste, Gips)[17]
- Willi Warschowske: Otto Grotewohl (1953, Öl; Deutsches Historisches Museum Berlin)[18]

## Schriften
- Die Verfassung der Gemeinden und Kreise im Freistaat Braunschweig. Zweite, neu bearbeitete und ergänzte Auflage, Braunschweig 1928.
- Dreissig Jahre später. Die Novemberrevolution und die Lehren der Geschichte der deutschen Arbeiterbewegung. Dietz, Berlin 1948.
- Gedanken zur Kultur. Werden und Wirken, Weimar 1949.
- Die Rolle der Arbeiter- und Bauernmacht in der Deutschen Demokratischen Republik. Referat auf der 3. Parteikonferenz der Sozialistischen Einheitspartei Deutschlands, Berlin, 24. bis 30. März 1956. Dietz, Berlin 1956.
- Im Kampf um die einige Deutsche Demokratische Republik. Reden und Aufsätze. 6 Bände. Berlin 1959–1962.
- Über Politik, Geschichte und Kultur. Ausgewählte Reden und Schriften 1945–1961. Dietz, Berlin 1979.
- Skizzen, Zeichnungen, Aquarelle, Gemälde. Dietz, Berlin 1984.